# 韦尔迪河畔圣塞巴斯蒂昂
韦尔迪河畔圣塞巴斯蒂昂是巴西米纳斯吉拉斯州的一个市镇。总面积91.893平方公里，总人口2264人，人口密度24.6人/平方公里。